# Teløyna
Teløyna est une île dans le landskap Sunnhordland du comté de Vestland. Elle appartient administrativement à Fitjar.

## Géographie
Rocheuse et couverte d'arbres, elle s'étend sur environ 2,5 km de longueur pour une largeur approximative de 893 m. 